# Croton schimperianus
Espèce
Croton schimperianus est une espèce de plantes à fleurs du genre Croton et de la famille des Euphorbiaceae, présente en Érythrée, en Éthiopie, au Kenya et en Somalie.
Il a pour synonymes :
- Croton schimperianus var. acutissimus, Chiov., 1893
- Oxydectes schimperiana, (Müll.Arg.) Kuntze